# Els morts del llac Constança - Aigües tranquil·les
Els morts del llac Constança - Aigües tranquil·les o Mort al llac: Aigües tranquil·les (títol original: Die Toten vom Bodensee – Stille Wasser) és un telefilm de suspens alemany-austríac del director Hannu Salonen estrenada l'any 2017. Es tracta de la tercera part de la sèrie de crims Els morts del llac Constança (Die Toten vom Bodensee). Es va emetre per primera vegada al canal austríac ORF i al canal alemany ZDF el 2016. Ha estat doblada al català central per a TV3 amb el títol d'Els morts del llac Constança - Aigües tranquil·les, i al valencià per a À Punt amb el nom de Mort al llac: Aigües tranquil·les.

## Argument
Una dona apareix morta a la xarxa d'un pescador al llac Constança. Però l'anàlisi forense confirma que no es va ofegar, sinó que algú la va estrangular amb una corda. Tot retirant-la de l'aigua, la inspectora Zeiler té com un flaix del seu passat. La víctima presenta senyals d'estrangulació i la posterior anàlisi forense confirma que no es va ofegar amb les xarxes sinó que algú la va estrangular amb una corda. Un cop descoberta la identitat i la residència de la dona, els inspectors es troben amb un intrús que involuntàriament els durà a la pista més reveladora, però de moment més silenciosa de tot el cas: una nena somnàmbula.

## Repartiment
- Matthias Koeberlin com a Micha Oberländer
- Nora von Waldstätten com a Hannah Zeiler
- Philipp Hochmair com a Peter Rademann
- Laura Tonke com a Melanie Rademann
- Hary Prinz com a Thomas Komlatschek
- Inez Bjørg David com a Kim Oberländer
- Stefan Pohl com a Thomas Egger
- Dirk Borchardt com a Mike Schiffl
- Roland Silbernagl com a Josef Fehling
- Ingrid Mülleder com a Dr. Lena Golding
- Alexander Lutz com a Theo Warnel
- Nara Knöpfle com a Noemi Rademann
- Fiona Neumeier com a Luna Oberländer
- Klaus Stiglmeier com a pescador[3]

## Recepció

### Estrena
Els morts del llac Constança - Aigües tranquil·les es va emetre el 18 d'abril de 2016 a ZDF i va assolir una taxa de 6,77 milions d'espectadors i una quota de mercat del 20,5%. Al voltant de 100.000 austríacs també van veure la pel·lícula a ZDF.

### Crítica
Roger Tell, de Tittelbach.tv, va trobar poques paraules de lloança i va dir que, després que el llac de Constança fos descobert pel gènere del crim després dels clàssics thrillers de la terra natal, "s'ha convertit en el cos d'aigua més perillós i immoral d'Alemanya". A Els morts del llac Constança - Aigües tranquil·les, "no queda molt clara la ubicació homònima després d'uns quants cops d'obres. L'autor Timo Berndt i el director Andreas Linke narren un thriller clàssic, en gran part convencional, incloent un final galopant que podria tenir lloc a qualsevol lloc. I els dos comissaris s'enganxen massa en els seus papers donats".
TV Spielfilm va considerar que la pel·lícula sense Nora von Waldstätten (Hannah Zeiler) era, en part, més entretinguda. Els personatges i els diàlegs del guionista Timo Berndt ho van tenir millor que la història real, que es basa massa en les coincidències. La pel·lícula és fosca, però afluixa amb un enginy biliós i intel·ligent.
El diari Frankfurter Allgemeine també va jutjar el film negativament: "la càmera està "petrificada", molt lligada a la cara de l'actriu principal. El telefilm també està sent produït en sèrie".
El crític Sidney Schering atquotemeter.de va dir: "La tercera part de la sèrie Els morts del llac Constança planteja la qüestió de com pot funcionar aquesta sèrie de delictes ZDF a llarg termini. Perquè ja en aquesta edició el propi encant de la ubicació escollida es va perdent lentament. Tot i que l'anònim llac de Constança es capta inicialment en trets de seguiment detallats, el color local, així com l'encant i el dinamisme d'un tramvia d'investigació transfronterer s'esvaeixen. Té alguna cosa satisfactòria al respecte".
La pàgina web "Focus.de" va ser constantment positiva i va valorar-la així: "Aquesta pel·lícula de la sèrie de crims també ofereix un entreteniment sòlid i emocionant perquè la trama i els personatges també aprofundeixen. El director Andreas Linke ("Baró Münchhausen") i el guionista Thimo Berndt ("Wilsberg") aconsegueixen magistralment fer visible la divisió sota la superfície. Es tracta de les fortes tensions dins d'una família petita. Al final, el principal sospitós ha mort i el veritable autor s'assenta tan a prop de la petita que realment t’horroritza".